# IC 3016
IC 3016 је спирална галаксија у сазвјежђу Дјевица која се налази на листи објеката дубоког неба у Индекс каталогу.
Деклинација објекта је + 11° 25' 47" а ректасцензија 12h 9m 18,5s. Привидна величина (магнитуда) објекта IC 3016 износи 14,5 а фотографска магнитуда 15,2. IC 3016 је још познат и под ознакама CGCG 69-63, VCC 7, PGC 38620.